# Discografia Brigadei Retro Mishto
Discografia Brigadei Retro Mishto însumează câteva apariții discografice (CD-uri) ce conțin înregistrări efectuate în anul 2005.

## Discuri Roton
| An   | Număr de catalog           | Format       | Piese | Acompaniament        |
| ---- | -------------------------- | ------------ | --- | -------------------- |
| 2005 | Muzica Tzigana             | compact disc | 1. Pe drumul mănăstiresc 2. Măr domnesc 3. Bosoi ascultare 4. Hora Brigadă 5. 2 tovarăși 6. Moșule 7. Nici nu ninge, nici nu plouă 8. Dealu-i deal și valea-i vale 9. Luncă, luncă 10. Bate murgul din picior 11. Ce-ai în brațe, Marioară 12. Băiețaș de la Târnava | Brigada Retro Mishto |
| 2009 | RoManiac                   | compact disc | 5. Moșule (intro) 16. Inel (intro) 17. Hora instumentală 18. Doi tovarăși am la drum 19. Pe drumul mănăstiresc 20. Măr domnesc (intro) 21. De ascultare 22. Bătrânească                                                                                              | Brigada Retro Mishto |
| 2010 | Lăutarii de ieri și de azi | compact disc | 5. Șaraiman | Brigada Retro Mishto |